# Farewell, Baghdad
Farewell, Baghdad è un romanzo dello scrittore Eli Amir, pubblicato dalla casa editrice Am Oved nel 1992.
Il titolo è la traduzione in lingua inglese dell'originale Mafriah ha-ionim (lett. "L'uomo che fa volare i piccioni").

## Trama
L'opera narra le vicende di Ka'bi, un giovane ebreo iracheno, e della sua famiglia. 
Inizialmente la storia, narrata in prima persona dal protagonista, è ambientata a Baghdad negli anni immediatamente successivi alla fondazione dello stato di Israele. In un secondo momento la narrazione si sposta in Israele dopo il trasferimento della famiglia.
L'autore affronta in questo modo sia tematiche relative alle persecuzioni e alle violenze subite dagli ebrei nei paesi mediorientali, nonostante fossero perfettamente assimilati e inseriti nella società, sia problematiche riguardanti le difficoltà di inserimento dei nuovi immigrati nella neonata società israeliana.